# Sergio Gómez-Alba Ruiz
Sergio Gómez-Alba Ruiz (Madrid, 25 de juliol de 1943) és un polític català d'origen madrileny, diputat en la V, VI i VII legislatures.
Llicenciat en Ciències Polítiques i Sociologia, és empresari d'inversió immobiliària. Ingressà al Partit Popular de Catalunya de la mà d'Aleix Vidal-Quadras, i ha estat secretari de formació i sotssecretari general electoral del PP de Barcelona i membre de la junta directiva nacional del PP. Ha estat també diputat per la província de Barcelona a les eleccions generals espanyoles de 1993, 1996 i 2000.

## Càrrecs
- Secretari segon de la Comissió de Cultura del congrés dels Diputats[1]
- Vicepresident de la comissió Parlamentària de RTVE.[2]
- President de la Delegació espanyola a la Conferència Interparlamentària Europea sobre l'Espai de 1996 a 2004
- Director de l'Oficina Parlamentària del Partit Popular de Catalunya fins al 2004.